# Acyklisk blomma
Acykliska blommor är blommor som har blommans samtliga delar spiralformigt, och inte kransformigt, anordnade. Exempel är adonissläktet och barrträdens hanblommor.